# Passage du Commerce-Saint-Martin
Ne doit pas être confondu avec Passage du Commerce.
Le passage du Commerce-Saint-Martin est une voie du 3e arrondissement de Paris, en France.

## Situation et accès
Le passage du Commerce-Saint-Martin est situé dans le 3e arrondissement de Paris. Il débute sur la rue Brantôme et se termine au 184, rue Saint-Martin.

## Odonymie
Elle porte ce nom en raison du voisinage de la rue Saint-Martin.

## Histoire
Cette voie piétonnière a été créée en 1979 dans le cadre de l'aménagement du secteur des Halles[réf. nécessaire].